# Tord Simonsson
Tord Lennart Wolmer Simonsson, född den 13 februari 1926 i Loshult, död den 18 juni 2020 i Lund, var en svensk teolog och biskop i Strängnäs stift. 
Simonsson var son till kommunalborgmästaren Wolmer Simonsson och dennes hustru Dahla, född Knutsson. Han läste vid Lunds universitet till teologie kandidat och prästvigdes i Lund 1950. Fortsatta studier vid Lunds universitet gjorde honom till filosofie magister 1955, teologie doktor 1958 och sistnämnda år även till docent i religionsfilosofi. 
Sitt första år som präst var han assisterande sjömanspräst för Svenska kyrkan i London, en tjänst som följdes av en prästtjänst i Dalköpinge församling. Tord Simonsson tjänstgjorde sedan, 1967–1969, för Svenska kyrkans mission i Malaysia. Han utnämndes till kyrkoherde i Lund (Lunds Allhelgonaförsamling) 1969, en post han innehade till 1977. Därefter var han domprost i Linköping till 1982 och 1982–1989 biskop i Strängnäs.
Simonsson gav ut diverse vetenskapliga skrifter inom bland annat ämnena semantik och praktisk teologi samt var redaktör för skriftserien Insikt och Handling.
Tord Simonsson var från 1951 till sin död gift med textillärarinnan Britt Wemming (1928–2021). De fick sonen Per Simonsson (född 1955) och dottern Anna Dencker. Per är medicine och filosofie doktor, forskare inom klinisk kemi samt sångare och förgrundsfigur i det lundensiska kultbandet Roy Roxy Danche Orchestra. Makarna Simonsson är begravda på Landskrona kyrkogård.

## Utmärkelser, ledamotskap och priser
- Ledamot av Vetenskapssocieteten i Lund (LVSL, 1974) [3]